# Dendrobium homoglossum
Dendrobium homoglossum är en orkidéart som beskrevs av Rudolf Schlechter. Dendrobium homoglossum ingår i släktet Dendrobium, och familjen orkidéer. Inga underarter finns listade i Catalogue of Life.